# Pergain-Taillac
Pergain-Taillac település Franciaországban, Gers megyében. Lakosainak száma 335 fő (2022. január 1.). Pergain-Taillac Astaffort, Lamontjoie, Marmont-Pachas, Saint-Mézard és Sempesserre községekkel határos.

## Népesség
A település népességének változása:
| Lakosok száma | 383  | 270  | 283  | 301  | 328  | 311  | 302  | 325  | 336  | 335  |
|               | 1968 | 1982 | 1990 | 2006 | 2013 | 2015 | 2017 | 2019 | 2020 | 2022 |